# Schlacht bei Zborów
1914

Ostpreußische Operation (Stallupönen, Gumbinnen, Tannenberg, Masurische Seen) – Galizien (Kraśnik, Komarów, Gnila Lipa, Lemberg,
Rawa Ruska) – Przemyśl – Weichsel – Krakau – Łódź – Limanowa–Lapanow – Karpaten
1915

Humin – Masuren – Zwinin – Przasnysz – Gorlice-Tarnów – Bug-Offensive – Narew-Offensive – Großer Rückzug – Nowogeorgiewsk – Rowno – Swenziany-Offensive
1916

Naratsch-See – Brussilow-Offensive – Baranowitschi-Offensive
1917

Aa – Kerenski-Offensive (Zborów) – Tarnopol-Offensive – Riga – Unternehmen Albion
1918

Operation Faustschlag – Krim
Die Schlacht bei Zborów (tschech. bitva u Zborova, ukr. Зборівська битва 1917) am 1. und 2. Juli 1917 war neben den Angriff auf Kalusz die einzige Operation der Kerenski-Offensive, die für Russland erfolgreich verlief. Es gelang dabei der russischen 11. Armee unter General Iwan Georgijewitsch Erdeli einen Durchbruch der Front der österreichisch-ungarischen 2. Armee zu erreichen.
Während des Angriffes bewährten sich auf russischer Seite die erstmals eingesetzten Tschechoslowakischen Legionen. Ihr erfolgreicher Einsatz bildete nach dem Ende des Ersten Weltkrieges einen Grundstein des tschechoslowakischen Patriotismus und legitimierte auch die nationale Staatsbildung.

## Hintergrund
Nachdem die Zuverlässigkeit vieler russischer Einheiten angezweifelt worden war, kamen in der Kerenski-Offensive nur noch Freiwilligeneinheiten zum Einsatz. Darunter befand sich die Tschechoslowakische Schützenbrigade (Československá střelecká brigáda), die aus drei Regimentern tschechischer und slowakischer Kriegsgefangener bestand.
- 1. Schützenregiment „Mistr Jan Hus“,
- 2. Schützenregiment „Jiří z Poděbrad“,
- 3. Schützenregiment „Jan Žižka z Trocnova“

Die Brigade (etwa 3.500 Mann) war schlecht ausgerüstet und ausgebildet, vor allem mangelte es an Maschinengewehren. Ferner war dies der erste Einsatz der gesamten Brigade als eigenständige Kampfeinheit. Davor hatte das russische Kommando nur Teile der Brigade eingesetzt und dies meist zu Aufklärungseinsätzen. Die Brigade wurde vom russischen Oberst V. P. Trojanow kommandiert, jedoch war die Angriffstaktik von tschechischen Offizieren vorbereitet worden. Die Brigade war nahe Zborow eingesetzt, der heutigen ukrainischen Stadt Sboriw (poln. Zborów), in einem Nebenabschnitt der Front. Die benachbarten Frontabschnitte wurden im Norden von der 4. russischen Division, im Süden von der 6. Division gehalten.
Der tschechoslowakischen Schützenbrigade gegenüber standen folgende Teile der k.u.k. Kampftruppen:
- aus der 32. Infanterietruppendivision (Budapest)
  - das Infanterieregiment Nr. 86 (Szabadka/Subotica)
  - das Infanterieregiment Nr. 6 (Budapest)
- aus der 19. Infanterietruppendivision (Pilsen)
  - das Böhmische Infanterieregiment Nr. 35 (Pilsen/Plzeň)
  - das Böhmische Infanterieregiment Nr. 75 (Neuhaus/Jindřichův Hradec)

Deren eingesetzte Gesamtstärke betrug etwa 5.500 Mann, die relativ gut ausgerüstet und bewaffnet waren.

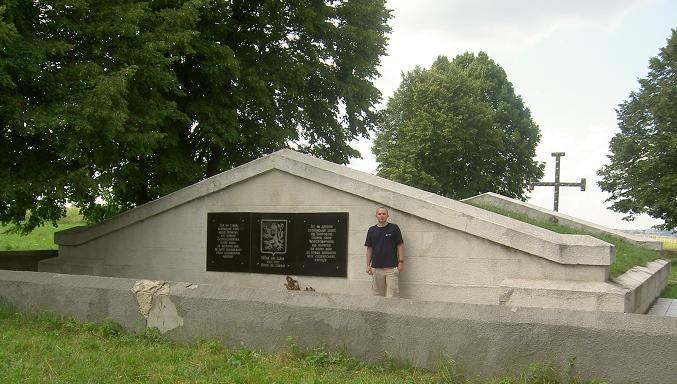
Denkmal der in der Schlacht gefallenen Legionäre, Kalyniwka, Ukraine

## Verlauf
Im Morgengrauen des 2. Juli, dem zweiten Tag der Offensive, begannen kleine Gruppen von Legionären nach vorheriger Artillerieunterstützung ab 5:15 Uhr die feindlichen Linien mit Handgranaten anzugreifen (vgl. Stoßtrupp-Taktik). Nachdem sie die Stacheldrahtverhaue durchbrochen hatten, folgten weitere Einheiten. Gegen 15:00 Uhr waren die Legionen bis 5 km tief in feindliches Gebiet und in die gesamten österreichischen Verteidigungslinien eingedrungen. 3.300 feindliche Soldaten (darunter 62 Offiziere) wurden gefangen genommen; 20 Kanonen und große Mengen an Kriegsgerät wurden erbeutet. Die Verluste auf tschechoslowakischer Seite betrugen 167 Gefallene, 17 tödlich Verwundete, 11 Vermisste und etwa 700 Verwundete.

## Folgen
Der militärische Erfolg hatte keinerlei Wirkung auf die Kerenski-Offensive der Russen, die insgesamt verloren ging. Der Sieg in diesem Gefecht gab jedoch der Führung des tschechischen und slowakischen Widerstands erheblichen Rückenwind.
Der Erfolg der tschechoslowakischen Einheiten war derart überraschend, dass die russische provisorische Regierung danach jegliche Einschränkung aufhob, neue Einheiten aus tschechischen und slowakischen Kriegsgefangenen zu formieren.
Darüber hinaus hörten die Tschechen in Österreich-Ungarn erstmals, dass tschechische Widerständler auf Seiten der Entente kämpften. Jedoch zensierten die Behörden jeglichen Hinweis auf tschechische Freiwillige im Kampf gegen die Mittelmächte. Allerdings forderten einige Politiker Österreich-Ungarns nach dem überraschenden Sieg, nach angeblichen Hochverratsfällen in den regulären tschechischen Einheiten der k.u.k. Armee zu suchen, was indirekt den Sieg der Legionäre in der gesamten Monarchie bekannt machte.
Nach dem Krieg wurde die Schlacht dazu benutzt, den militärischen Heldenkult um die Tschechoslowakischen Legionen zu inszenieren, welcher einen der patriotischen Ecksteine  des neuen Tschechoslowakischen Staates bildete. Während der deutschen Besetzung der Tschechoslowakei 1939–45 sowie nach der Machtübernahme der Kommunisten 1948 wurde die Geschichte verschwiegen oder ignoriert.

## Weitere Bemerkungen

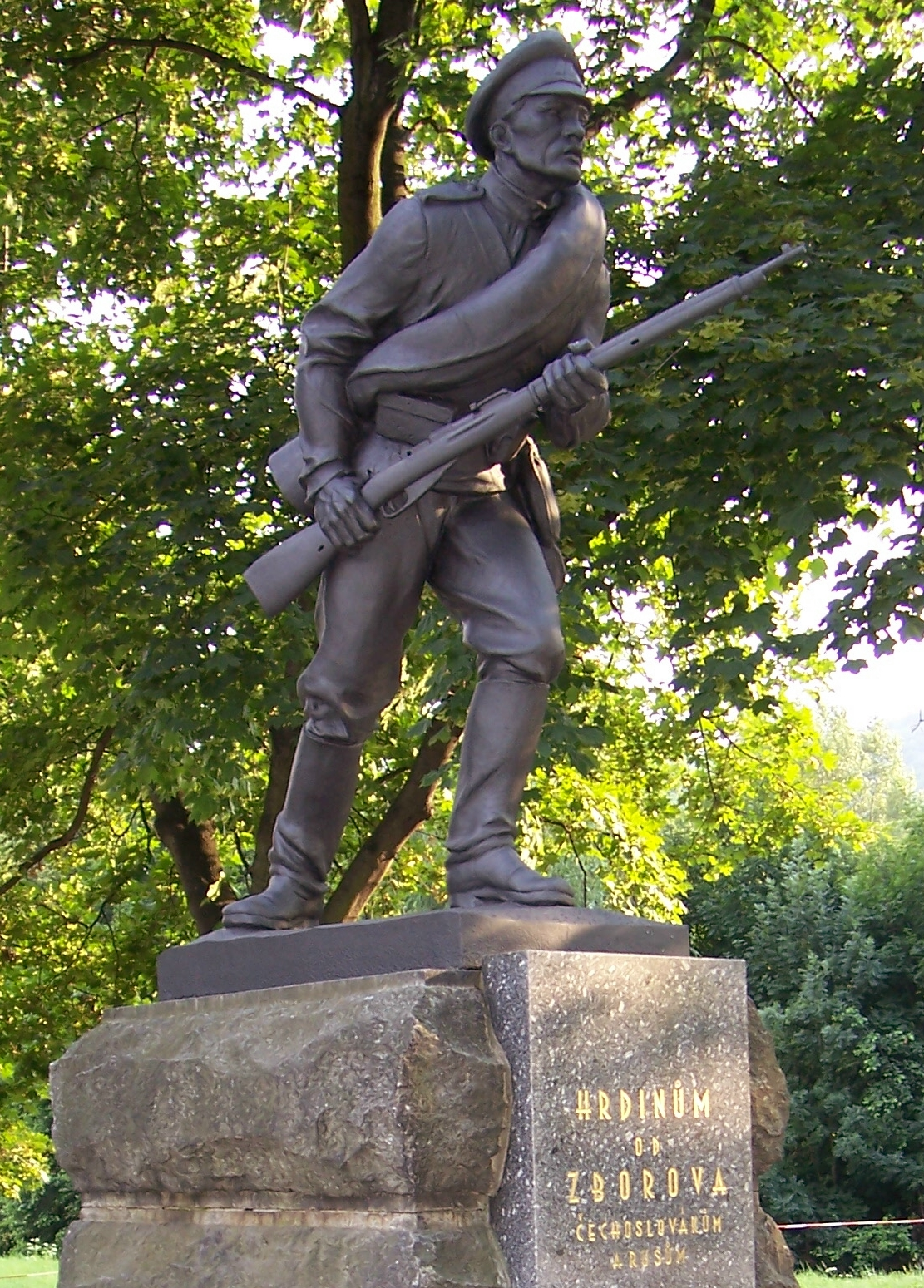
Denkmal „Den Helden von Zborov“ in Blansko (Tschechien)

- In der Schlacht bei Zborow kämpften auf gegnerischen Seiten zwei spätere tschechoslowakische Präsidenten: Klement Gottwald auf österreichischer und Ludvík Svoboda auf russischer Seite.

- Bei Zborow kämpfte das 1. Schützenregiment noch unter dem Namen Regiment Svatý Václav (‚Regiment Hl. Wenzel‘). Nach der Schlacht, als Tomáš Garrigue Masaryk die Soldaten besuchte, gestattete er als Präsident des Tschechoslowakischen Nationalrates sich in Regiment Mistr Jan Hus (‚Regiment Magister Jan Hus‘) umzubenennen. Gemeinsam wurden die o. g. Regimenter durch die russische Führung mit dem Ehrennamen Regiment 18. Juni (nach dem gregorianischen Datum der Schlacht) geehrt und mit den Ehrenbändern des Sankt-Georgs-Orden für die Truppenfahne ausgezeichnet.

- Tomáš G. Masaryk bemühte sich nach Zborow um die Vergrößerung der ersten Brigade um weitere zwei Regimenter (das o. g. 3. Regiment Jan Žižka z Trocnova und das 4. Regiment Prokop Holý Veliký) und der Gründung einer zweiten Division, deren erstes Schützenregiment nach ihm benannt wurde (5. Regiment T. G. Masaryk). Ebenso entstanden das Kavallerieregiment Jan Jiskra z Brandýsa und das Kavallerieregiment Nitraer Kosaken aufgrund Masaryks Verhandlungen. Bei der Abreise Masaryks aus Sibirien (7. März 1918) entstand bereits die dritte Division, und das 9. Schützenregiment Jan Sladký Kozina z Hrádku und das 10. Schützenregiment Karel Havlíček Borovský. Als Masaryk in Wladiwostok als Quartiermeister der tschechischen Legionäre eintraf, kämpften diese bereits mit zwölf Schützenregimentern und zwei Panzerzügen.